# Districtul Maoklane
Maoklane este un district din provincia Sétif, Algeria.